# Сыланский наслег
Сыланский наслег — сельское поселение в Чурапчинском улусе Якутии Российской Федерации.
Административный центр — село Усун-Кюёль.

## История
Исторические факты указывают на то, что до прихода русских первопроходцев по рекам Татта и Амга жили племена батурусцев, батулинцев, игидейцев. Также известно о племенах баягантайцев, чириктейцев, сыланцев. Точных указаний об обитании племени сыланцы в источниках, к сожалению, нет. Существует предположение, что сылане или зилане жили где-то между Амгой и Алданом, в верховьях рек Тея и Солобут.
Царские служилые люди, покоряя туземные племена, одно за другим на всех налагали ясак. В ясачной книге атамана Енисейского острога И. Галкина (1638 г.) и в подобной книге Енисейского сына боярского П. Ходырева (1639–1640 гг.) впервые упоминается Сыланская волость.
Своим предком сыланцы считают охотника по имени Ураанай Боотур, который жил в местности Булгунньахтаах.
В ЦГА РС(Я) находится «Дело о выделении из Сыланского наслега Ботурусского улуса части инородцев под названием II Сыланский». Дело датируется 1908 годом. Главным мотивом разделения наслега служила отдаленность от центра управления наслегом родового управления. В фондах ЦГА обнаружено еще одно дело об разделении наслега – «Дело по ходатайству инородцев Дьячковского и Макарова о выделении их доверителей I Сыланского и Ниучасытского рода в самостоятельный III Сыланский наслег». Дело датируется 1915 г. Территория Сыланского наслега равняется 78,23 тыс. га.
В годы гражданской войны на территории наслега в церкви Булгунньахтааха останавливался отряд генерала Ракитина. На озере Сынасалаах была организована засада на сводный красноармейский отряд Снитько. В Сылане председателем ревкома был Е.К. Дьячковский (Муччуула), который был расстрелян белыми в 1921 г. Нассовет в Сылане был образован 1922 г., Сельсовет и правление колхоза находилось в селе Беря. Наслежный актив принимал участие в земельном переделе, организации первых колхозов. С 1927-29 гг. существовали колхозы «Соргу», «Маяк», «Чолбон», «Тумсуу», «Уруй», «Басымньысыт». В 1931-32 гг. происходит объединение колхозов.
В годы Великой Отечественной войны из колхозов «Комбайн», «Энгельс», «Коммунизм кысата», «Чолбон», «Миронов», «Дьулурга», «Новгородов» ушли на фронт 245 человек, на трудовой фронт – 32. Погибли 113 человек.
По решению обкома ВКП (б) от 11 августа 1942 г. колхозы «Чолбон» и «Комбайн» были переселены в Кобяйский район. Колхозы «Новгородов», «Дьулурга» и «Тонургэстээх» были переселены в Жиганский и Булунский районы.
В 1958 г. колхозы «Ворошилов» в Сылане и «Маленков» в Кытанахе образовали колхоз «Сталин», который 1961 г. укрупнили с колхозом «Субурусским» и переименовали в «Колхоз имени XXII съезда КПСС» . В 1966 г. в результате разукрупнения в Сылане остался колхоз «XXII съезд КПСС». В 1978 г. был образован мясомолочный совхоз «Чурапчинский» (дир. И.Н. Аммосов).
Статус и границы сельского поселения установлены Законом Республики Саха (Якутия) от 30 ноября 2004 года N 173-З N 353-III «Об установлении границ и о наделении статусом городского и сельского поселений муниципальных образований Республики Саха (Якутия)».

## Население
| 2002 | 2010  | 2011  | 2012  | 2013  | 2014  | 2015  |
| ---- | ----- | ----- | ----- | ----- | ----- | ----- |
| 1208 | ↘1061 | ↘1060 | ↘1059 | ↘1039 | ↘1012 | ↗1020 |
| 2016 | 2017  | 2018  | 2019  | 2020  | 2021  |       |
| ↘980 | ↗982  | ↘979  | ↘976  | ↗1004 | ↘997  |       |

## Состав сельского поселения
| № | Населённый пункт | Тип населённого пункта       | Население |
| - | ---------------- | ---------------------------- | --------- |
| 1 | Беря             | посёлок                      | ↘34       |
| 2 | Дярла            | посёлок                      | ↘2        |
| 3 | Огусур           | посёлок                      | →107      |
| 4 | Улахан-Кюёль     | посёлок                      | ↗142      |
| 5 | Усун-Кюёль       | село, административный центр | ↗814      |